# Liste des épisodes de X-Files : Aux frontières du réel
 (mars 2025).
Si vous disposez d'ouvrages ou d'articles de référence ou si vous connaissez des sites web de qualité traitant du thème abordé ici, merci de compléter l'article en donnant les références utiles à sa vérifiabilité et en les liant à la section « Notes et références ».
Cette page recense la liste des épisodes de la série télévisée X-Files : Aux frontières du réel.

## Liste des saisons
| Saison | Saison | Épisodes | Disques | Diffusion   | Sortie DVD       | Sortie DVD        | Sortie DVD       |
| Saison | Saison | Épisodes | Disques | Diffusion   | Zone 1           | Zone 2            | Zone 4           |
|        | 1      | 24       | 7       | 1993 – 1994 | 9 mai 2000       | 6 novembre 2000   | 22 novembre 2000 |
|        | 2      | 25       | 7       | 1994 – 1995 | 28 novembre 2000 | 30 avril 2001     | 20 avril 2001    |
|        | 3      | 24       | 7       | 1995 – 1996 | 8 mai 2001       | 26 novembre 2001  | 12 novembre 2001 |
|        | 4      | 24       | 7       | 1996 – 1997 | 13 novembre 2001 | 22 avril 2002     | 24 avril 2002    |
|        | 5      | 20       | 6       | 1997 – 1998 | 14 mai 2002      | 14 octobre 2002   | 11 novembre 2002 |
|        | 6      | 22       | 6       | 1998 – 1999 | 5 novembre 2002  | 17 mars 2003      | 13 mai 2003      |
|        | 7      | 22       | 6       | 1999 – 2000 | 13 mai 2003      | 22 septembre 2003 | 20 octobre 2003  |
|        | 8      | 21       | 6       | 2000 – 2001 | 4 novembre 2003  | 14 mars 2004      | 14 avril 2004    |
|        | 9      | 20       | 7       | 2001 – 2002 | 11 mai 2004      | 7 juin 2004       | 27 juillet 2004  |
|        | 10     | 6        | 3       | 2016        | 14 juin 2016     | 15 juin 2016      |                  |
|        | 11     | 10       | 3       | 2018        | 23 juillet 2018  | 22 août 2018      |                  |

## Épisodes
Les épisodes de l'arc mythologique (en) principal de la série sont en gras[réf. souhaitée].

### Première saison (1993-1994)
1. Nous ne sommes pas seuls (The X-Files: Pilot)
2. Gorge profonde (Deep Throat)
3. Compressions (Squeeze)
4. L’Enlèvement (Conduit)
5. Le Diable du New Jersey (The Jersey Devil)
6. L'Ombre de la mort (Shadows)
7. Un fantôme dans l'ordinateur (Ghost in the Machine)
8. Projet Arctique (Ice)
9. Espace (Space)
10. L'Ange déchu (Fallen Angel)
11. Ève (Eve)
12. L'Incendiaire (Fire)
13. Le Message (Beyond the Sea)
14. Masculin-féminin (Genderbender)
15. Lazare (Lazarus)
16. Vengeance d'outre-tombe (Young at Heart)
17. Entité biologique extraterrestre (E.B.E.)
18. L'Église des miracles (Miracle Man)
19. Métamorphoses (Shapes)
20. Quand vient la nuit (Darkness Falls)
21. Le Retour de Tooms (Tooms)
22. Renaissance (Born Again)
23. Roland (Roland)
24. Les Hybrides (The Erlenmeyer Flask)

### Deuxième saison (1994-1995)
1. Les Petits Hommes verts (Little Green Men)
2. L'Hôte (The Host)
3. Mauvais Sang (Blood)
4. Insomnies (Sleepless)
5. Duane Barry, 1re partie (Duane Barry)
6. Duane Barry, 2e partie (Ascension)
7. Les Vampires (3)
8. Coma (One Breath)
9. Intraterrestres (Firewalker)
10. Le Musée rouge (Red Museum)
11. Excelsis Dei (Excelsius Dei)
12. Aubrey (Aubrey)
13. Le Fétichiste (Irresistible)
14. La Main de l'enfer (Die Hand Die Verletzt)
15. Mystère vaudou (Fresh Bones)
16. La Colonie, 1re partie (Colony)
17. La Colonie, 2e partie (End Game)
18. Parole de singe (Fearful Symmetry)
19. Le Vaisseau fantôme (Død Kalm)
20. Faux frères siamois (Humbug)
21. Les Calusari (The Calusari)
22. Contamination (F. Emasculata)
23. Ombre mortelle (Soft Light)
24. Une petite ville tranquille (Our Town)
25. Anasazi (Anasazi)

### Troisième saison (1995-1996)
1. Le Chemin de la bénédiction (The Blessing Way)
2. Opération presse-papiers (Paper Clip)
3. Coup de foudre (D.P.O.)
4. Voyance par procuration (Clyde Bruckman's Final Repose)
5. La Liste (The List)
6. Meurtres sur Internet (2Shy)
7. Corps astral (The Walk)
8. Souvenir d'oubliette (Oubliette)
9. Monstres d'utilité publique, 1re partie (Nisei)
10. Monstres d'utilité publique, 2e partie (731)
11. Révélations (Revelations)
12. La Guerre des coprophages (War of the Coprophages)
13. Âmes damnées (Syzygy)
14. Le Visage de l'horreur (Grotesque)
15. L'Épave, 1re partie (Piper Maru)
16. L'Épave, 2e partie (Apocrypha)
17. Autosuggestion (Pusher)
18. Malédiction (Teso Dos Bichos)
19. La Règle du jeu (Hell Money)
20. Le Seigneur du magma (Jose Chung's From Outer Space)
21. La Visite (Avatar)
22. Les Dents du lac (Quagmire)
23. Hallucinations (Wetwired)
24. Anagramme (Talitha Cumi)

### Quatrième saison (1996-1997)
1. Tout ne doit pas mourir (Herrenvolk)
2. La Meute (Home)
3. Teliko (Teliko)
4. Les Hurleurs (Unruhe)
5. Le Pré où je suis mort (The Field Where I Died)
6. Sanguinarium (Sanguinarium)
7. L'Homme à la cigarette (Musings of a Cigarette Smoking Man)
8. Tunguska, 1re partie (Tunguska)
9. Tunguska, 2e partie (Terma)
10. Cœurs de tissu (Paper Hearts)
11. El chupacabra (El Mundo Gira)
12. Régénérations (Leonard Betts)
13. Plus jamais (Never Again)
14. Journal de mort (Memento Mori)
15. La Prière des morts (Kaddish)
16. L'Homme invisible (Unrequited)
17. Tempus fugit, 1re partie (Tempus Fugit)
18. Tempus fugit, 2e partie (Max)
19. Aux frontières du jamais (Synchrony)
20. La Queue du diable (Small Potatoes)
21. Nid d'abeilles (Zero Sum)
22. Amour fou (Elegy)
23. Crime de mémoire (Demons)
24. Le Baiser de Judas (Gethsemane)

### Cinquième saison (1997-1998)
1. Le Complot (Redux)
2. La Voie de la vérité (Redux II)
3. Les Bandits solitaires (Unusual Suspects)
4. Détour (Detour)
5. Prométhée post-moderne (Post-Modern Prometheus)
6. Emily, 1re partie (Christmas Carol)
7. Emily, 2e partie (Emily)
8. Kitsunegari (Kitsunegari)
9. Schizogonie (Schizogeny)
10. La Poupée (Chinga)
11. Clic mortel (Kill Switch)
12. Le shérif a les dents longues (Bad Blood)
13. Patient X, 1re partie (Patient X)
14. Patient X, 2e partie (The Red and the Black)
15. Compagnons de route (Travelers)
16. L'Œil de l'esprit (Mind's Eye)
17. L'Âme en peine (All Souls)
18. Les Nouveaux Spartiates (The Pine Bluff Variant)
19. Folie à deux (Folie à deux)
20. La Fin (The End)

### Film (1998)
1. X-Files : Combattre le futur (The X-Files: Fight the Future) - 121 minutes[6]

### Sixième saison (1998-1999)
1. Le Commencement (The Beginning)
2. Poursuite (Drive)
3. Triangle (Triangle)
4. Zone 51, 1re partie (Dreamland)
5. Zone 51, 2e partie (Dreamland II)
6. Les Amants maudits (How the Ghosts Stole Christmas)
7. Pauvre Diable (Terms of Endearment)
8. Le Roi de la pluie (The Rain King)
9. Compte à rebours (S.R. 819)
10. Photo mortelle (Tithonus)
11. Toute la vérité, 1re partie (Two Fathers)
12. Toute la vérité, 2e partie (One Son)
13. Agua mala (Agua Mala)
14. Lundi (Monday)
15. Bienvenue en Arcadie (Arcadia)
16. Entre chien et loup (Alpha)
17. Trevor (Trevor)
18. À cœur perdu (Milagro)
19. Le Grand Jour (The Unnatural)
20. Brelan d'as (Three of a Kind)
21. Spores (Field Trip)
22. Biogenèse (Biogenesis)

### Septième saison (1999-2000)
1. La Sixième Extinction, 1re partie (The Sixth Extinction)
2. La Sixième Extinction, 2e partie (The Sixth Extinction II: Amor Fati)
3. Appétit monstre (Hungry)
4. Millennium (Millennium)
5. À toute vitesse (Rush)
6. Chance (The Goldberg Variation)
7. Orison (Orison)
8. Maleeni le Prodigieux (The Amazing Maleeni)
9. La Morsure du mal (Signs & Wonders)
10. Délivrance, 1re partie (Sein Und Zeit)
11. Délivrance, 2e partie (Closure)
12. Peur bleue (X-Cops)
13. Maitreya (First Person Shooter)
14. Coup du sort (Theef)
15. En ami (En Ami)
16. Chimère (Chimera)
17. Existences (All Things)
18. Nicotine (Brand X)
19. Hollywood (Hollywood A.D.)
20. Doubles (Fight Club)
21. Je souhaite (Je souhaite)
22. Requiem (Requiem)

### Huitième saison (2000-2001)
1. Chasse à l'homme, 1re partie (Within)
2. Chasse à l'homme, 2e partie (Without)
3. Patience (Patience)
4. Un coin perdu (Roadrunners)
5. Invocation (Invocation)
6. Combattre le passé (Redrum)
7. Via negativa (Via Negativa)
8. À coup sûr (Surekill)
9. Dur comme fer (Salvage)
10. À l'intérieur (Badlaa)
11. Dévoreur d'âmes (The Gift)
12. Luminescence (Medusa)
13. Per manum (Per Manum)
14. Espérance (This is Not Happening)
15. Renaissances (Deadalive)
16. Confiance (Three Words)
17. Empédocle (Empedocles)
18. Vienen (Vienen)
19. Seul (Alone)
20. Essence, 1re partie (Essence)
21. Essence, 2e partie (Existence)

### Neuvième saison (2001-2002)
1. Nouvelle Génération, 1re partie (Nothing Important Happened Today)
2. Nouvelle Génération, 2e partie (Nothing Important Happened Today II)
3. Dæmonicus (Dæmonicus)
4. 4-D (4-D)
5. Le Seigneur des mouches (Lord of the Flies)
6. Ne faites confiance à personne (Trust No One)
7. Amnésie (John Doe)
8. Écorchés (Hellbound)
9. La Prophétie, 1re partie (Provenance)
10. La Prophétie, 2e partie (Providence)
11. Audrey Pauley (Audrey Pauley)
12. Dans les abîmes (Underneath)
13. Improbable (Improbable)
14. Une vue de l'esprit (Scary Monsters)
15. N'abandonnez jamais (Jump the Shark)
16. William (William)
17. Clairvoyance (Release)
18. Irréfutable (Sunshine Days)
19. La vérité est ici, 1re partie (The Truth I)
20. La vérité est ici, 2e partie (The Truth II)

### Film (2008)
- X-Files : Régénération (The X-Files: I Want To Believe) - 104 minutes

### Dixième saison (2016)
1. La Vérité est ailleurs, 1er partie (My Struggle)
2. Les Enfants du chaos (Founder's Mutation)
3. Rencontre d'un drôle de type (Mulder and Scully Meet the Were-Monster)
4. Esprit vengeur (Home Again)
5. Babylon (Babylon)
6. La Vérité est ailleurs, 2e partie (My Struggle II)

### Onzième saison (2018)
1. La Vérité est ailleurs, 3e partie (My Struggle III)
2. Une Vie après la mort (This)
3. Les Jumeaux diaboliques (Plus One)
4. L'Effet Reggie (The Lost Art of Forehead Sweat)
5. Ghouli (Ghouli)
6. Le Retour du monstre (Kitten)
7. Rm9sbG93ZXJz (Rm9sbG93ZXJz)
8. Les Forces du mal (Familiar)
9. Rien n'est éternel (Nothing Lasts Forever)
10. La Vérité est ailleurs, 4e partie (My Struggle IV)